# Чернишевський (Алейський район)
Чернише́вський (рос. Чернышевский) — селище у складі Алейського району Алтайського краю, Росія. Входить до складу Моховської сільської ради.

## Населення
Населення — 104 особи (2010; 148 у 2002).
Національний склад (станом на 2002 рік):
- росіяни — 69 %
- німці — 30 %